# Бакан, Серкан
Серкан Бакан (тур. Serkan Bakan; 1 января 2001 года, Шехиткамиль) — турецкий футболист, играющий на позиции полузащитника. Ныне выступает за турецкий клуб «Гёзтепе».

## Клубная карьера
Серкан Бакан — воспитанник турецкого клуба «Газиантепспор». 27 января 2016 года он дебютировал за клуб в Кубке Турции, выйдя на замену в домашнем поединке против «Трабзонспора» . 27 декабря того же года в рамках следующего розыгрыша Кубка Турции Серкан Бакан забил свой первый гол на профессиональном уровне, отметившись в гостевой игре с «Кыркларелиспором» .
28 мая 2017 года юный футболист дебютировал в Суперлиге, выйдя на замену в концовке домашнего матча с «Бешикташем». В этот день ему было 16 лет и 147 дней от роду, что сделало его на тот момент третьим в списке самых юных дебютантов турецкой Суперлиги. Через 5 дней Серкан Бакан забил свой первый гол в чемпионате, сравняв счёт в гостевом поединке против «Антальяспора» . Он стал первым футболистом, родившимся в XXI веке и забившим в турецкой Суперлиге.
Летом 2017 года Серкан Бакан перешёл в «Гёзтепе», вернувшийся в Суперлигу.